# 张廉云
张廉云（1923年8月27日—2022年4月25日），女，山东临清人，中华人民共和国政治人物，北京小学第一任校长，北京市政协原副主席，第七、八届全国政协委员。张自忠之女。
张廉云生于北平南苑。1944年考入复旦大学新闻系，1946年加入中国共产党，1948年加入中国国民党革命委员会。1948年毕业后，创办北平私立自忠学校，以其父张自忠命名，张廉云任教员。1949年8月，作为中国民主青年代表团团员，赴匈牙利参加世界青年与学生联欢节及世界民主青年第二届代表大会。1950年初，自忠学校并入北京小学，张廉云任北京小学校长。1951年夏，调入北京市委统战部；1955年，任中国水暖厂党支部书记；1958年，任北京市第九十九中学校长；1960年，调入北京市教育局；1961年起，先后任北京市积水潭医院办公室主任、积水潭医院教学办公室主任、积水潭医院副院长；1973年，调入北京市第一传染病医院；1979年，调入民革北京市委员会，先后任副秘书长、副主委、名誉主委、民革中央委员；1993年，任北京市政协副主席。1998年离休。